# Паратифи
Паратифи А, В та С (лат. paratyphus А aut В, англ. paratyphoid fever A or B or C) — захворювання антропонозної природи, які характеризуються тифоподібними проявами, але мають деякі відмінності в клінічній симптоматиці від класичного черевного тифу.
Черевний тиф і паратифи часто об'єднують у поняття тифо-паратифозні захворювання. Це схожі між собою бактеріальні захворювання антропонозної природи, спричинені бактеріями роду Salmonella, з фекально-оральним механізмом передачі інфекції, які характеризуються первинним ураженням лімфатичного апарата тонкої кишки й системи мононуклеарних фагоцитів (СМФ), бактеріємією з розвитком основних клінічних проявів — гарячки, інтоксикації з переважанням процесів гальмування роботи нервової системи, порушення вегетативної іннервації, функції травної системи, гепатоспленомегалії (одночасне збільшення розмірів печінки та селезінки), характерного висипу.
Нерідко на етапі долабораторної діагностики відрізнити паратифи від черевного тифу за клінічними ознаками не є можливим, у зв'язку із чим на доклінічному етапі припустиме використання такого попереднього діагнозу як тифо-паратифозне захворювання. Повідомлення в санітарно-епідеміологічну службу про таке спонукає відповідні структури проводити однотипні протиепідемічні заходи незалежно від того, яка саме хвороба відповідна за підозрюваний випадок, тому що ці заходи універсальні як для черевного тифу, так й для паратифів.

## Історичні відомості
У 1896 році Еміль Шарль Ашар і Рауль Бенсауд вперше описали випадки хвороби, які відрізнялися від черевного тифу, якого на той час вивчили вже досить ґрунтовно, виділили нового збудника й застосували термін «паратиф». Збудника паратифу А детально вивчив у 1898 році Н. Гвін, а збудника паратифу В описав у 1900 році Гуго Шоттмюллер. У 1919 році В. Макадам (в Іраці) й Л. Гіршфелд (в Сербії) незалежно один від одного виявили випадки паратифу С, а збудника його детально описали незалежно один від одного К. Тенброек (1920 р.) і Ф. Ендрюс разом із С. Неав (1921 р.).

## Актуальність
Вважається, що кожного року в світі відбувається 5 млн випадків паратифів, де більшість припадає на паратиф A. В Україні переважає серед тифо-паратифозних інфекцій черевний тиф, зустрічається паратиф В. А от паратифи А та С притаманні південнішим країнам.

## Етіологія
Сальмонел паратифів А, В й С відносять до роду Salmonella, родини Enterobacteriaceae. За схемою Кауфмана—Вайта (міжнародна класифікація роду сальмонел за різницею О- та Н-антигенах) з доповненням Попофф/Ле Мінор Salmonella paratyphi A (Salmonella enterica підвиду enterica, серовар paratyphi А) — представник групи А1 О:2, Salmonella paratyphi B (Salmonella enterica підвиду enterica, серовар paratyphi B) — представник численної групи В4 О:4,5, Salmonella paratyphi С (Salmonella enterica підвиду enterica, серовар paratyphi С — представник групи С14О:6,7. Біовар сальмонели паратифу В Ява (англ. Java), також згідно міжнародної класифікації відомий як L(+) tartrate(+) / biovar dT+, не відносять до збудників паратифів, а до патогенів сальмонельозів. Сальмонела паратифу А має 3 серовари, тоді як інші збудники паратифів В і С їх не мають.

### Культурально-морфологічні особливості
Паратифозні сальмонели — це грамнегативні палички, які мають джгутики. У збудників паратифів нижча біохімічна активність порівняно з іншими, так званими, зоонозними сальмонелами.

### Особливості зростання
Як й інші сальмонели, зростають на звичайних поживних середовищах, але особливо добре на тих, які містять жовч. Оптимум росту  +37°С, рН — 7,2-7,4. У зовнішньому середовищі паратифозні сальмонели відносно стійкі, добре переносять низькі температури протягом декількох місяців. Виживання цих збудників у воді залежить від умов — у проточній вони зберігаються кілька днів, у водопровідній — до 3 місяців, у мулі колодязів — до 6 місяців. Дуже добре вони зберігаються в харчових продуктах, особливо в молоці, сирі, сметані, м'ясному фарші, в овочевих салатах. Вважається, що сальмонели паратифу В здатні розмножуватися в молочних продуктах, тому іноді паратиф В може перебігати як звичайна гостра діарейна інфекційна хвороба.

### Стійкість
Під дією високої температури швидко гинуть (при температурі +50°С — через годину, +60°С — через 20-30 хв., при кип'ятінні — миттєво). Прямі сонячні промені діють на них згубно. Під дією звичайних дезінфектантів вони гинуть через кілька хвилин.

### Антигенна структура та фактори агресивності
Паратифозні палички містять 2-3 соматичні О-антигени, мають джгутиковий Н-антиген, достатньо великий набір ферментів, які підвищують їхню агресивність: гіалуронідаза, фібринолізин, лецитиназа, гемолізин тощо. Багато атрибутів паратифозних паличок — вірулентність, аглютинабільність, лізабельність не є постійного ступеню, незмінними, вони можуть перемінятися під впливом антибіотиків, бактеріофагів та інших несприятливих для бактерій факторів. Навіть в процесі захворювання у одного хворого властивості збудника змінюються. Salmonella paratyphi С містить й Vi-антиген, який є й у збудника черевного тифу.
Ведучий фактор патогенності паратифозних бактерій — ендотоксин (ліпідно-полісахаридний комплекс), який виділяється при руйнуванні бактерії. Саме він є ведучим у формуванні багатьох основних клінічних проявів. Загальна токсична дія ендотоксину паратифозних сальмонел виражена слабіше ніж у черевнотифозної, але сильніше, ніж в інших зоонозних сальмонел.

## Епідеміологічні особливості
Детальніші відомості з цієї теми ви можете знайти в статті Черевний тиф.

## Патогенез
Детальніші відомості з цієї теми ви можете знайти в статті Черевний тиф.

## Клінічні прояви
Згідно з МКХ-10 вирізнять підклас «Тиф і паратиф А01», а в цьому підкласі виділяють:
- Паратиф А А01.1;
- Паратиф В А01.2;
- Паратиф С А01.3;
- Паратиф не уточнений А01.4;

Інкубаційний період становить 7-30 діб.
Багато в чому симптоми паратифів нагадують такі при черевному тифі, однак є певні особливості.

### Особливості перебігу паратифу А
Паратиф А:
- досить часто, ніж при черевному тифі (більш, ніж у половини хворих), захворювання починається гостро;
- гарячка часто послаблювальна;
- часто вже в перші дні у хворих виявляються ознаки ураження дихальних шляхів (першіння, біль у горлі, незначний кашель);
- шкіра та кон'юнктиви часто гіперемовані (мають червоний відтінок), нерідко виявляють ознаки фарингіту;
- висип з'являється раніше (у більшості хворих вже на 5-7 день хвороби), він частіше розеольозно-папульозний, іноді виключно папульозний (кореподібний), нерідко рясний, розташовується не тільки на тулубі, а й на згинальних поверхнях рук;
- запори і діарея в початковому періоді хвороби спостерігаються з однаковою частотою;
- нерідко бувають озноби, пітливість;
- тифозний статус виникає рідкісно;

Паратиф А частіше за черевний тиф дає рецидиви, але рідше — ускладнення у вигляді перфорації тонкої кишки й кишкових кровотеч. Перебігає загалом легше, ніж черевний тиф, за тяжкістю клінічного перебігу займаючи як би проміжне положення між черевним тифом і паратифом В. Тривалість перебігу захворювання може бути така ж, як й при черевному тифі.

### Особливості перебігу паратифу В
Паратиф В:
- коротший, ніж при черевному тифі та паратифі А, інкубаційний період;
- початок у більшості випадків гострий, раптовий, з помірної нудоти, блювання, розладів випорожнень;
- нерідкі в початковому періоді озноби, пітливість;
- гарячка зазвичай короткочасна (1-5 днів), найрізноманітніша — субфебрильна, ремітуюча, іноді — хвилеподібна;
- у зв'язку з короткочасністю перебігу висип може бути відсутнім, але іноді він з'являється на 4-5 день, тоді може бути рясним, поліморфним;

Іноді паратиф В може перебігати як звичайна гостра діарейна інфекційна хвороба без розвитку тифозних змін й інтоксикації (так звана «мюнхенська гастритична гарячка»). Паратиф B зрідка дає ускладнення у вигляді кишкової кровотечі (лише у 7-10 % хворих) та перфорації.

### Перебіг паратифу С
Паратиф С є рідкісною хворобою, часто перебігає як сепсис з утворенням гнійників у внутрішніх органах.

## Діагностика
Детальніші відомості з цієї теми ви можете знайти в статті Черевний тиф.

## Лікування
Детальніші відомості з цієї теми ви можете знайти в статті Черевний тиф.

## Профілактика
Детальніші відомості з цієї теми ви можете знайти в статті Черевний тиф.